# Giovanni Girardini
Giovanni Girardini (Motta di Livenza, 13 agosto 1922 – Camino, 12 settembre 1944) è stato un partigiano italiano, medaglia d'oro al valor militare.

## Biografia
Iscritto alla facoltà di medicina all'Università di Padova, nel febbraio del 1941 si arruola volontario nel 7º Reggimento Alpini di Belluno.

Dopo l'Armistizio di Cassibile si impegna nella Resistenza veneta nella zona del Livenza. Diventa comandante di una compagnia del Battaglione Livenza, il quale diventerà Brigata Furlan dopo la morte di Antonio Furlan, operante tra i comuni di Motta di Livenza, Gorgo al Monticano e Meduna di Livenza, caduto in una imboscata, dopo essere stato torturato inutilmente viene giustiziato per impiccagione, insieme al compagno di lotta Bruno Tonello.

## Onorificenze

### Riconoscimenti
- L'Università di Padova gli ha conferito la laurea honoris causa in medicina
- Motta di Livenza gli ha dedicato la scuola media.
- Nel 1970 a Camino è stato eretto un monumento alla sua memoria e a quella dell'altro partigiano ucciso assieme a lui Bruno Tonello[2]